# Robert D. Hough

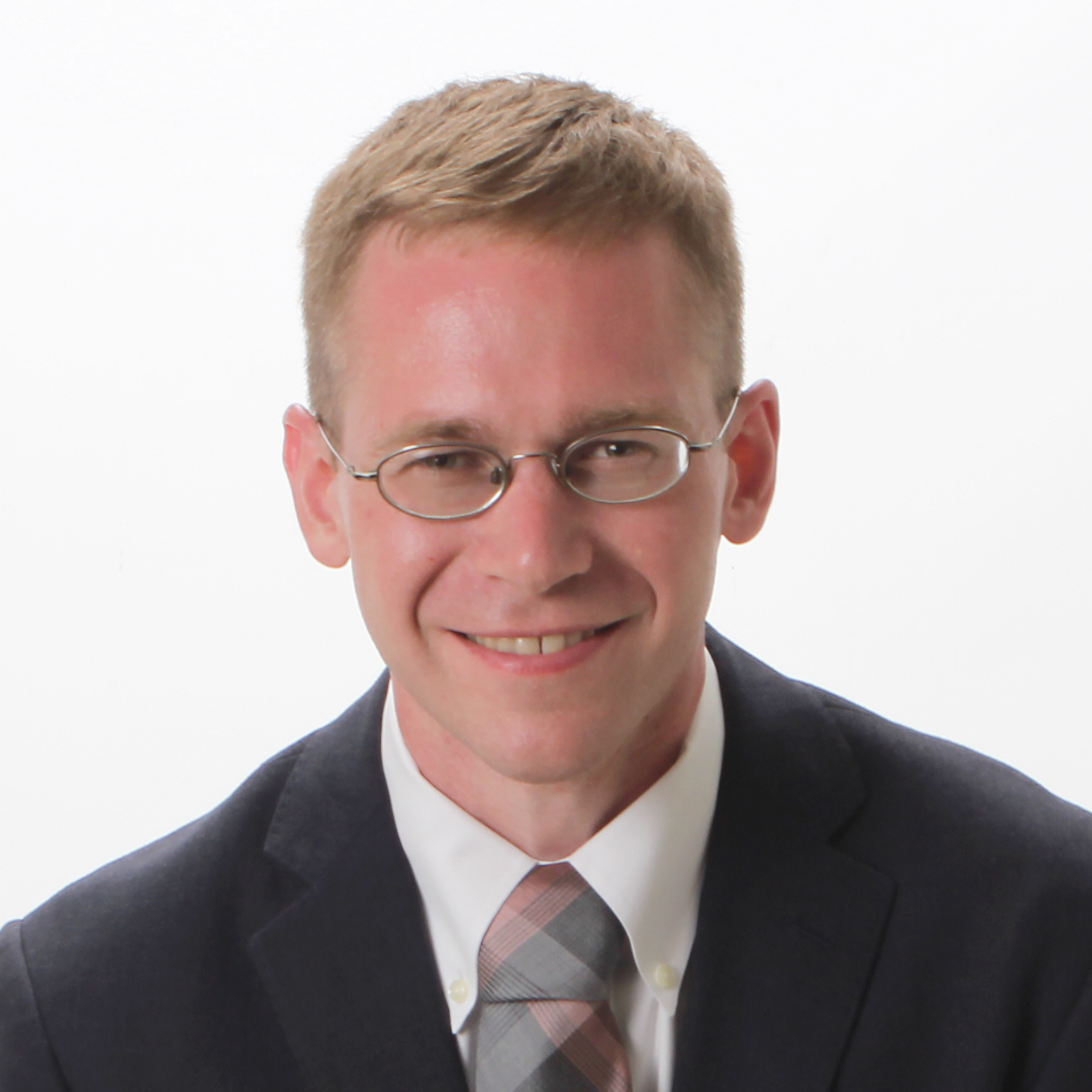
Robert D. Hough

Robert „Bob“ Daniel Hough ist ein US-amerikanischer Mathematiker, der sich mit Wahrscheinlichkeitstheorie, diskreter Mathematik und analytischer Zahlentheorie befasst.
Hough studierte Mathematik und Informatik an der Stanford University mit dem Bachelor-Abschluss 2007 und dem Master-Abschluss in Informatik 2008 und wurde dort 2012 in Mathematik bei Kannan Soundararajan promoviert (Distribution problems in number theory).  Als Post-Doktorand war er 2015/16 am Institute for Advanced Study und bei Ben Green in Oxford. Er ist Assistant Professor an der  State University of New York at Stony Brook.
Er befasst sich mit Anwendungen der Kombinatorik und von probabilistischen Methoden in der Zahlentheorie (unter anderem Verteilung von Extremwerten von L-Funktionen) und Irrfahrten auf Gruppen (teilweise mit Persi Diaconis).
2017 erhielt er den David P. Robbins Prize (MAA) für die Lösung eines Problems von Paul Erdös. Er zeigte, dass es eine obere Grenze von {\displaystyle 10^{16}} für den kleinsten Modulus eines Bedeckungssystems von Kongruenzen gibt. Ein Bedeckungssystem von Kongruenzen ist ein System {\displaystyle a_{i}\mod m_{i}} ({\displaystyle i=1,\cdot \cdot \cdot k}) mit {\displaystyle 1<m_{1}<\cdot \cdot \cdot <m_{k}}, so dass jede natürliche Zahl mindestens eine der Kongruenzen erfüllt. Erdös fragte, ob es Systeme gibt, deren kleinster Modulus {\displaystyle m_{1}} beliebig groß ist.